# Orgue de Sencelles

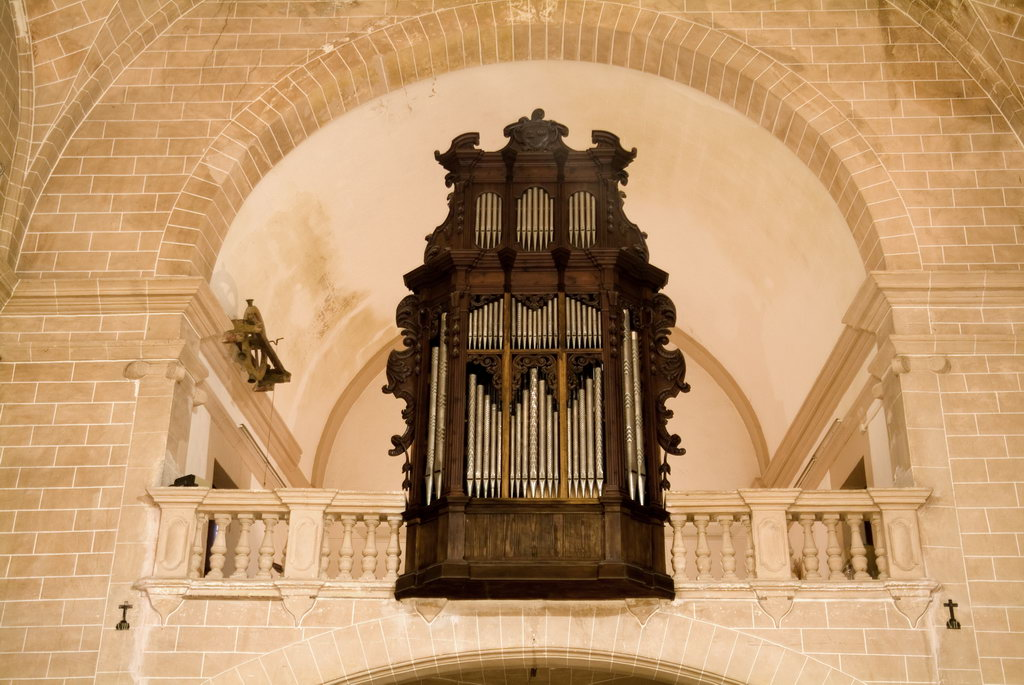
Orgue de Sencelles

L’orgue del temple parroquial de Sant Pere de Sencelles, creat al 1746 per Matheu Bosch, és un instrument barroc que ha sofert nombroses modificacions al llarg de la seva història però que, tot i així, conserva pràcticament el total de material sonor original. Amb anterioritat d’aquest instrument, es troba documentada la presència d’un altre més petit anterior, que fou traslladat a Ciutat de Mallorca el 1747.
Es tracta d’un exemple clar de la tradicional escola d’orgueneria mallorquina, conservant l’ordenació de tubs tipus “Blockwerk” medieval però dividit en diferents registres per medi del salmer de corredores. Es tracta d’un model influït pels canvis en l’orgueneria flamenca i alemanya del segle XV.

## Els orgueners Bosch
La família d’orgueners Bosch és una de les més rellevants de l’illa de Mallorca, juntament amb la dels Caymari, dues nissagues destacades que han contribuït a confegir els trets més essencials dels orgues mallorquins.
La història dels orgueners Bosch comença amb mestre Jordi (mort el 1723), amb un taller ubicat al carrer Sant Miquel de Ciutat de Mallorca, prop del taller dels orgueners Caymari. Mestre Jordi tingué dos fills amb Magdalena Salvà, Matheu i Pere Josep, ambdós dedicats a l’orgueneria.
Matheu Bosch (1709-1751), tenia 14 anys quan el seu pare morí, i es casà el 1736 amb Maria Bernat, amb la qual tingué cinc fills: Jordi, que morí infant, Jordi, Magdalena, Joana Anna i Joana Maria.
El 1743 construí un orgue per a la parròquia de Manacor, destruït en l’edificació del nou temple. El 1745 el contractà la universitat de la vila de Sencelles, acabat el 1746. Dos mesos després signà contracte amb Sor Francina Maria Flor per a la construcció d’un nou orgue pel convent de Sant Jeroni de Ciutat, aplicant el mateix disseny que al de Sencelles.
Sens dubte el màxim exponent de la família Bosch fou el fill de Matheu, Jordi Bosch i Bernat (1743-1801), qui feu l’orgue del Palau Reial de Madrid, l’actualment desaparegut de la Catedral de Sevilla, i el de la parròquia de Sant Andreu de Santanyí, entre d'altres.

## Història (1746-2000)

### L’orgue de Matheu Bosch (1746)
La fàbrica de l’orgue de Matheu Bosch s’inicià entorn al 1745 i l’instrument fou innaugurat en la festivitat de la Mare de Déu d’Agost de l’any següent, a expenses dels Jurats i la Universitat de Sencelles, amb un cost total d’unes 580 lliures. L’esquema de l’orgue de Sencelles és el mateix que seguí l’orguener Matheu Bosch l’any següent per a la construcció de l’instrument del convent de Sant Jeroni de Ciutat de Mallorca, el que els fa dos orgues molt similars en patrons i factura.
La disposició de l’instrument del segle XVIII era molt semblant a la que segueix en l’actualitat, només amb dues diferències: la primera, que aleshores existia un joc de pedal de Contres 16’, retirades posteriorment; i, la segona, que l’orgue encara no tenia l’únic joc de llengüeta, incorporat a mitjan segle XIX. El teclat era de 45 notes amb octava curta i les manxes originals, segurament cuneïformes, foren substituïdes el 1844 per unes altres, avui en dia retirades per conservades en un habitable annex al cor.

### Intervencions posteriors (1852-1995)
El 1852 l’orgue estrenà una nova trompeteria realitzada per l’orguener Antoni Portell amb l’objctiu d’augmentar l’instrument amb un joc de Baixons 4’ per la mà esquerra i els corresponents Clarins 8’ de la mà dreta.

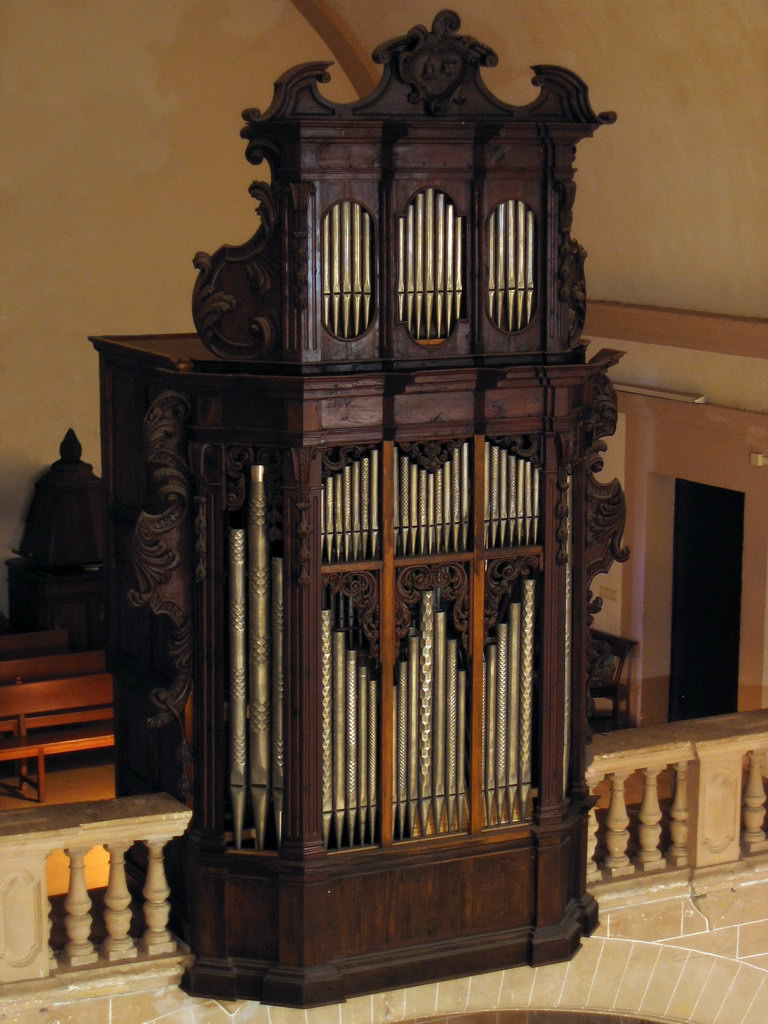
Façada de l'orgue de Sencelles

L’agost de 1918 l’orgue sofrí una reforma seriosa i de grans magnituds. Fins aleshores, l’instrument haia mantingut l’octava curta des dels seus orígens. Els motius d’aquesta reforma, segons paraules del cronista, eren que “essent de teclat menor i a més mal condicionat, no corresponia a la importància d’aquesta Parròquia; endemés col·locat sobre l’arc coral servia de destorb a la petita finestra que li donava llum directa resultant bastant fosca”. Els treballs de la intervenció els portaren a terme els orgueners llucmajorers Cardell. Les obres tingueren un cost d’unes 4.000 pessetes i implicaren tasques de picapedrer. S’engrandí la finestra i s’aixecaren mitjanades per poder tancar l’orgue amb portes d’expressió, tal com el gust musical de l’època exigia, per tal d’augmentar les possibilitats sonores i adaptar l’instrument a la musicalitat romàntica. Antoni Cardell traslladà els tubs darrera les dues parets aixecades sobre el cor de manera que l’orgue perdé la seva ubicació original. D’altra banda, s’incorporaren alguns progressos tècnics en els mecanismes de l’instrument.
L’instrument fou de nou restaurat per l’orguener Pere Reynés entre 1993 i 1995. El fet que es conservés la façana original barroca, que fou penjada sobre el vitrall del cor, va possibilitat la recuperació de l’instrument sobre la barana. El teclat va recuperar l’extensió i partició originals, així com la disposició dels registres i la reconstrucció de les mixtures segons el pla oriinal de Mateu Bosch. Fins i tot el joc de Tolosana pogué esser reconstruit jua que la majoria dels seus tubs es trobaren dins un caixó.
El 4 de febrer de 1995, amb l’opinió contrària d’alguns membres de la comissió i del mateix orguener, que consideraven que la restauració no era acabada, el rector decidí la inauguració de l’instrument, possiblement per motius electoralistes. El concert anà a càrrec de l’organista Bartomeu Veny. Fins i tot es va estrenar una obra encarregada expressament al compositor Bernat Julià, gens adequada al temperament inigual de l’orgue.

### Darrera restauració (2000)

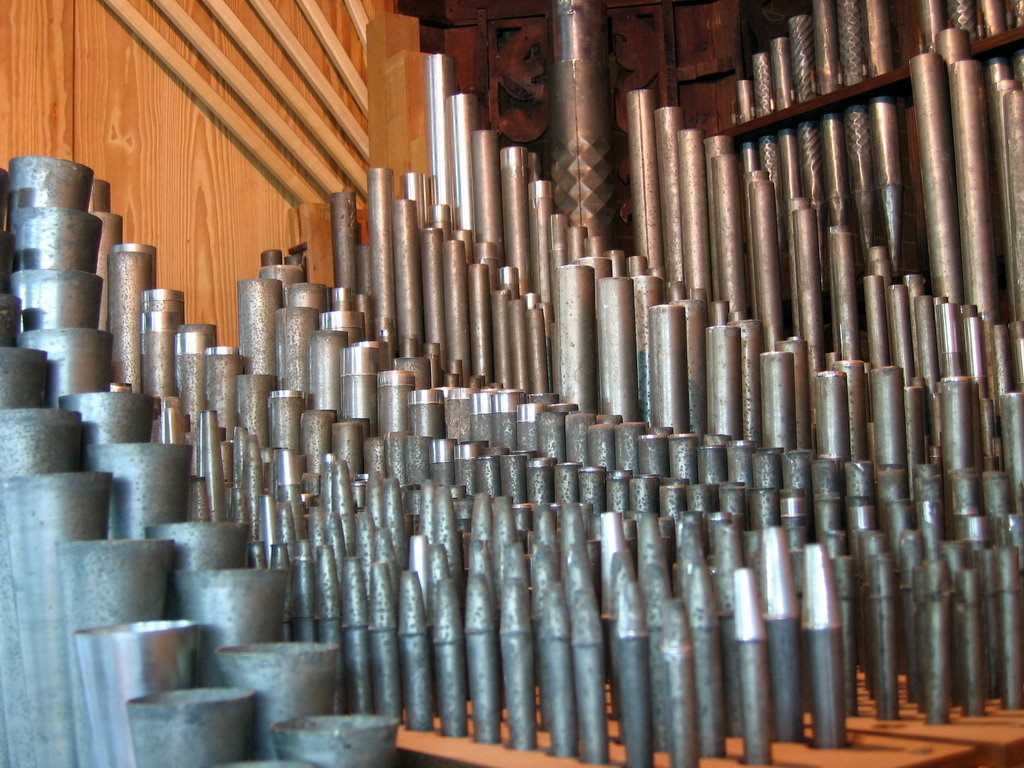
Tubs de l'orgue de Sencelles

El 2000 l’orgue va veure una nova restauració obra dels orgueners Klaus Fisher i Anton Lluradó. Fou inaugurat amb un concert de Monserrat Torrent el 12 d’agost del mateix any.
La restauració de Klaus Fisher i Anton Llauradó es va centrar en la reconstrucció de l’arca de vent del secret original que havia desaparegut a la intervenció anterior; la fabricació d’un dipòsit reguladors de pressió amb caràcter provisional; l’estancament total i absolut del secret; la reconstrucció d’una mecànica de registres nova; la construcció d’una nova mecànica de teclat; un teclat amb mides de l’època; la reparació de tot el material sonor i la seva corresponent harmonització. La darrera intervenció s’ha fet amb criteri i valor històrics i de respecte cap a l’obra original de Matheu Bosch, sense renunciar a la seva condició d’instrument per a fer música de culte i a la vegada per a delectança de l’audiència.
Amb la intenció de vetllar per una restauració que assegurés totes les garanties per a una intervenció justificada, es creà una comissió tècnica interventora formada pels següents membres: Montserrat Torrent i Serra (organista i catedràtica emèrita del Conservatori Municipal de Barcelona), Pere Joan Llabrés i Martorell (delegat diocesà de patrimoni), Guillem Llabrés i Torrens (pintor i organista de la parròquia de Santa Creu de Palma), Nini Quetglas i Rosanes (periodista), Andrés Cea Galán (organista de l’església de San Salvador de Sevilla), Miquel Bennàssar i Bibiloni (organista de la parròquia de Sant Antoni Abad de Sa Pobla), Bartomeu Mut i Llabrés (organista de la parròquia de Sant Pere de Sencelles i Sant Agustí de Palma), Joan Lainez i Gualda (en representació de l’àrea de patrimoni cultural del Consell de Mallorca), Antoni Ramis Ferrer (organista de la parròquia de Sant Pere de Sencelles) i Macià Vallés i Ramis (director del cor parroquial de Sant Pere de Sencelles).

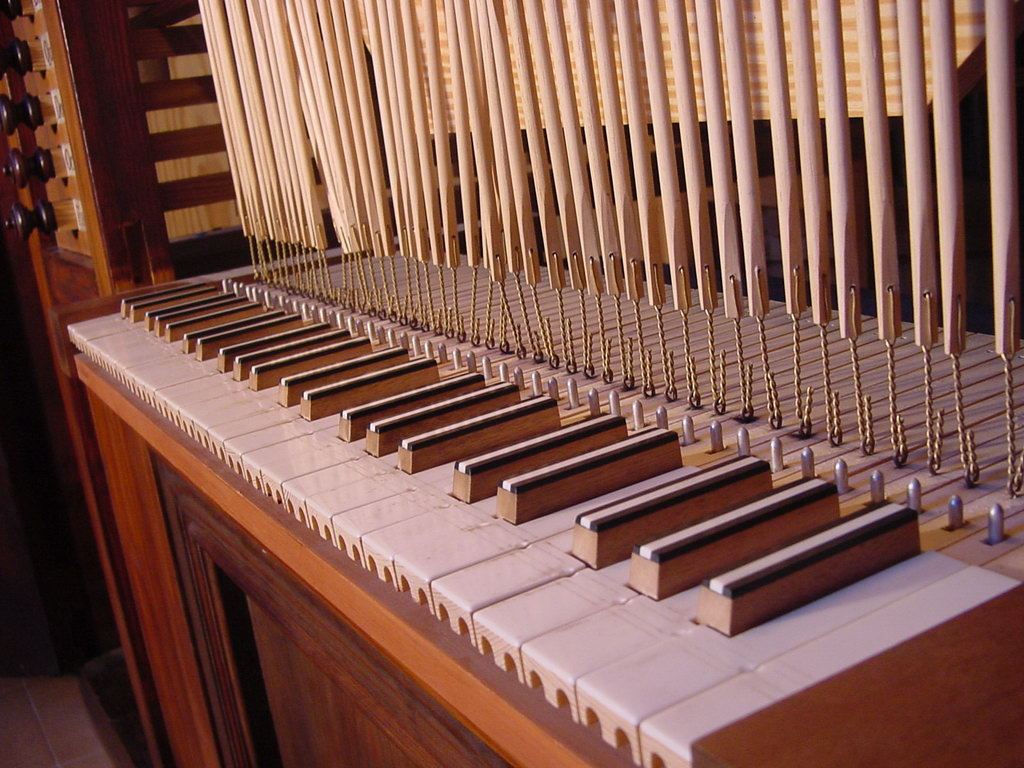
Teclat de l'orgue de Sencelles

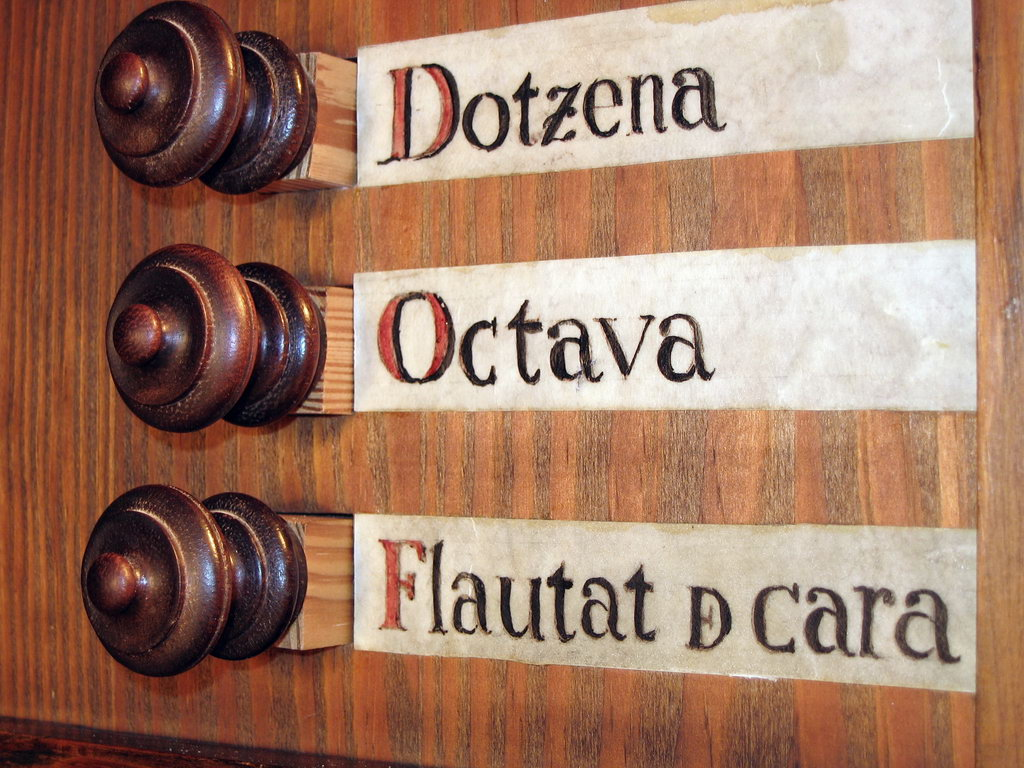
Consola de l'orgue de Sencelles

## Descripció de la consola
L’orgue es disposa en un sol teclat de 49 notes (C-c’’’) amb partició c’/cs’. El pedal disposa de 12 botons acoblats permanetment al manual.
| Mà esquerra                                                                                                  | Mà dreta |
| --- | --- |
| Flautat Octava Tapadet Dotzena Quinzena Dinovena Vint-i-dosena Cimbalet Nasard 1r Nasard 2n Tolosana Baixons | Flautat Bordó Octava Tapadet Dotzena Quinzena Dinovena Vint-i-dosena Cimbalet Corneta 1ª Corneta 2ª Tolosana Clarins |

## Darrers concerts i enregistraments
El concert inaugural de l’instrument renovat es feu el 12 d’agost del 200 per part de Montserrat Torrent amb obres de Francisco Correa de Arauxo, Girolamo Frescobaldi, Joan Cabanilles, Johan Sebastian Bach, Carl Philipp Emanuel Bach i Antoni Soler.
El dia 19 d’agost del 2000 oferí un concert l’organista Andrés Cea Galán, amb obres de Peter Philips, Peeter Cornet, Francisco Correa de Arauxo i J. S. Bach.
El dia 27 d’agost del 2000 tocà Roberto Fresco obres de Johann Sebastian Bach.
L’instrument ha estat usat en diverses ocasions per a enregistrar música d’orgue. És el cas dels CD’s Mallorca Edition Historische Orgeln per part de l’organista Martin Schmeding (Cybele Records, 2017) i, més particularment, l’enregistrament de Roland Dopfer Matheu Bosch-Orguel von 1746 (Organum Musikproduktion, 2005).